# Ганнівка (Якимівська селищна громада)
Га́ннівка — село в Україні, у Мелітопольському районі Запорізької області. Входить до складу Якимівської селищної громади. Населення становить 190 осіб. До 2020 орган місцевого самоврядування — Новоданилівська сільська рада.

## Географія
Село Ганнівка знаходиться на правому березі річки Великий Утлюк, вище за течією на відстані 6 км розташоване село В'язівка, нижче за течією на відстані 1 км розташоване село Єлизаветівка. Річка в цьому місці пересихає.

## Історія
Село засноване 1818 року.
Станом на 1886 рік у селі Катеринівської волості Мелітопольського повіту Херсонської губернії мешкало 320 осіб, налічувалось 59 дворів, існували православна церква та лавка.
7 (20) листопада 1917 року, відповідно до Третього Універсалу Української Центральної Ради, увійшло до складу Української Народної Республіки.
12 червня 2020 року, відповідно до розпорядження Кабінету Міністрів України № 713-р «Про визначення адміністративних центрів та затвердження територій територіальних громад Запорізької області», увійшло до складу Якимівської селищної громади.
17 липня 2020 року, в результаті адміністративно-територіальної реформи та ліквідації Якимівського району, село увійшло до складу Мелітопольського району.

## Населення

### Мова
Розподіл населення за рідною мовою за даними перепису 2001 року:
| Мова            | Кількість | Відсоток |
| --------------- | --------- | -------- |
| російська       | 108       | 56.84%   |
| українська      | 78        | 41.05%   |
| болгарська      | 1         | 0.53%    |
| гагаузька       | 1         | 0.53%    |
| інші/не вказали | 2         | 1.05%    |
| Усього          | 190       | 100%     |

## Відомі люди
Іванов Євген — командир відділення станкових протитанкових гранатометів, боєць 23-го батальйону територіальної оборони ЗС України «Хортиця» Запорізької області. Отримав смертельне поранення під час обстрілу з мінометів диверсійно-розвідувальною групою російських військ поблизу м. Маріуполь.